# Kuceakiv, Borîspil
Kuceakiv (în ucraineană Кучаків; până la 17 februarie 2016, Kirove) este localitatea de reședință a comunei Kirove din raionul Borîspil, regiunea Kiev, Ucraina.

## Demografie
Componența lingvistică a localității Kuceakiv
     Ucraineană (97,88%)
     Rusă (1,87%)
     Alte limbi (0,12%)
Conform recensământului din 2001, majoritatea populației localității Kuceakiv era vorbitoare de ucraineană (97,88%), existând în minoritate și vorbitori de rusă (1,87%).